# Holden VL

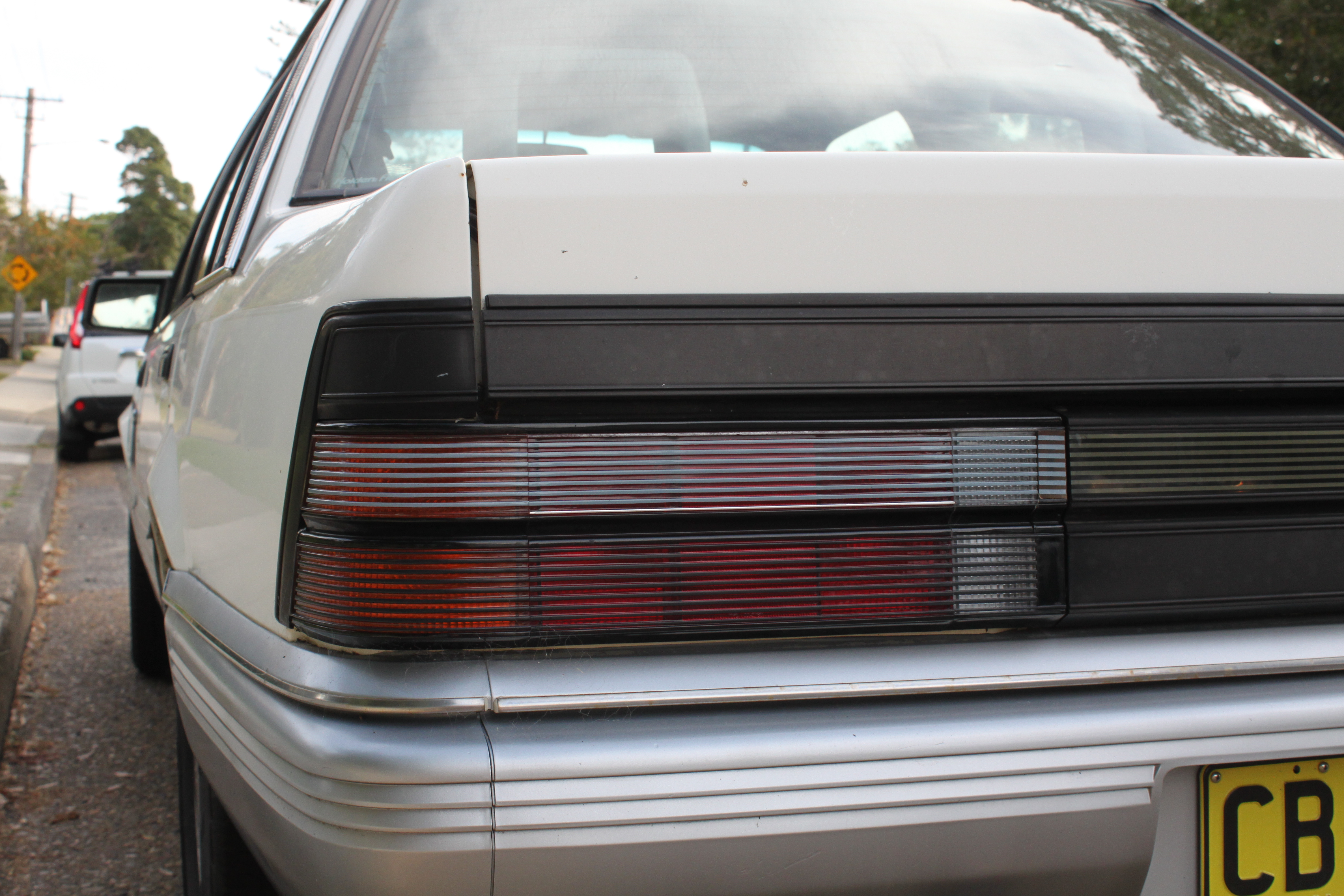
VL Calais Sedan.

In 1986 kreeg de Holden VK-serie een ingrijpende facelift waardoor de resulterende Holden VL-serie er heel anders uitzag. De VL was ook de laatste middelgrote serie van het Australische automerk Holden.

## Geschiedenis
De facelift zorgde voor meer rondingen en een kleine spoiler op het kofferdeksel. Het Calais-model kreeg ook Holdens eerste deels intrekbare koplampdeksels. Alles bij elkaar zag de VL-serie er een stuk moderner uit. Ook het interieur was grondig onder handen genomen met onder andere een vernieuwd dashboard.
Onderhuids was Holdens eigen 3,3 liter 6-in-lijnmotor vervangen door een 3 liter exemplaar van het Japanse Nissan. Reden hiervoor was de introductie van loodvrije benzine. De eigen motor nogmaals aanpassen was gewoon te duur geweest. Daarom was Holden via moederconcern General Motors aan een Nissan-motor gekomen. Ook van Nissan kwam de elektronische zestraps-automatische versnellingsbak. Daarnaast bleef ook Holdens eigen manuele vijfversnellingsbak te verkrijgen. Een half jaar na de introductie werd ook een turbogeladen versie van de Nissan-I6 gelanceerd. Beide motoren van Nissan bleken zeer performant en werden dan ook een populaire keuze. Verder bleven ook twee versies van de oude 5 liter V8 in de catalogus staan.
De VL-serie zorgde ervoor dat Holden opnieuw de verkooplijsten in Australië aanvoerde. In 1988 werden een gelimiteerde Calais Wagon en Calais Turbo Wagon gebouwd een ook een speciale Series 200-versie van de Commodore Sedan. Die laatste was ter ere van de 200ste verjaardag van de kolonisatie door Groot-Brittannië.

## Modellen
- Feb 1986: Holden Commodore SL Sedan
- Feb 1986: Holden Commodore Executive Sedan
- Feb 1986: Holden Commodore Berlina Sedan
- Feb 1986: Holden Commodore SS Sedan
- Feb 1986: Holden Calais Sedan
- Feb 1986: Holden Commodore SL Wagon
- Feb 1986: Holden Commodore Executive Wagon
- Feb 1986: Holden Commodore Berlina Wagon
- Feb 1986: Holden Calais Wagon
- Sep 1987: Holden Commodore Vacationer Sedan
- Sep 1987: Holden Commodore Vacationer Wagon